# Liste von Listen der Mitglieder des Bayerischen Landtags
Diese Liste umfasst alle Listen von Mitgliedern der Landtage von Bayern. Sie umfasst neben den entsprechen Daten der Legislaturperioden der Landtage seit dessen Einrichtung auch Links zu den zugehörigen Wahlen und den entsprechenden Landesregierungen.

## Königreich Bayern
| Liste                                        | Datum     | Landesregierung                                                                             |
| -------------------------------------------- | --------- | ------------------------------------------------------------------------------------------- |
| Mitglieder der ersten Wahlperiode            | 1819–1825 | Keine                                                                                       |
| Mitglieder der zweiten Wahlperiode           | 1825–1831 | Keine                                                                                       |
| Mitglieder der dritten Wahlperiode           | 1831–1836 | Keine                                                                                       |
| Mitglieder der vierten Wahlperiode           | 1836–1839 | Keine                                                                                       |
| Mitglieder der fünften Wahlperiode           | 1839–1845 | Keine                                                                                       |
| Mitglieder der sechsten Wahlperiode          | 1845–1848 | Keine                                                                                       |
| Mitglieder der siebten Wahlperiode           | 1848–1849 | Keine                                                                                       |
| Mitglieder der achten Wahlperiode            | 1849–1855 | Kabinett Pfordten I (Schaffung einer Landesregierung)                                       |
| Mitglieder der neunten Wahlperiode           | 1855–1858 | Kabinett Pfordten I (Schaffung einer Landesregierung)                                       |
| Mitglieder der zehnten Wahlperiode           | 1859–1861 | Kabinett Pfordten I, Kabinett Schrenck von Notzing                                          |
| Mitglieder der elften Wahlperiode            | 1863–1869 | Kabinett Schrenck von Notzing, Kabinett Neumayr, Kabinett Pfordten II, Kabinett Hohenlohe   |
| Mitglieder der zwölften Wahlperiode          | 1869      | Kabinett Hohenlohe                                                                          |
| Mitglieder der dreizehnten Wahlperiode       | 1869–1875 | Kabinett Hohenlohe, Kabinett Bray-Steinburg, Kabinett Hegnenberg-Dux, Kabinett Pfretzschner |
| Mitglieder der vierzehnten Wahlperiode       | 1875–1881 | Kabinett Pfretzschner, Kabinett Lutz                                                        |
| Mitglieder der fünfzehnten Wahlperiode       | 1881–1887 | Kabinett Lutz                                                                               |
| Mitglieder der sechzehnten Wahlperiode       | 1887–1893 | Kabinett Lutz, Kabinett Crailsheim                                                          |
| Mitglieder der siebzehnten Wahlperiode       | 1893–1899 | Kabinett Crailsheim                                                                         |
| Mitglieder der achtzehnten Wahlperiode       | 1899–1904 | Kabinett Crailsheim, Kabinett Podewils-Dürnitz                                              |
| Mitglieder der neunzehnten Wahlperiode       | 1905–1907 | Kabinett Podewils-Dürnitz                                                                   |
| Mitglieder der zwanzigsten Wahlperiode       | 1907–1911 | Kabinett Podewils-Dürnitz                                                                   |
| Mitglieder der einundzwanzigsten Wahlperiode | 1912–1918 | Kabinett Hertling, Kabinett Dandl                                                           |

## Weimarer Republik
| Liste                               | Datum     | Wahl                                                                    | Landesregierung                                                                          |
| ----------------------------------- | --------- | ----------------------------------------------------------------------- | ---------------------------------------------------------------------------------------- |
| Provisorischer Nationalrat          | 1918–1919 |                                                                         | Nicht durch den Landtag gewählte Regierung war das Kabinett Eisner                       |
| Mitglieder der ersten Wahlperiode   | 1919–1920 | Wahl                                                                    | Kabinett Segitz (formal), Kabinett Hoffmann I, Kabinett Hoffmann II, Kabinett von Kahr I |
| Mitglieder der zweiten Wahlperiode  | 1920–1924 | Wahl                                                                    | Kabinett von Kahr II, Kabinett Lerchenfeld-Köfering, Kabinett Knilling                   |
| Mitglieder der dritten Wahlperiode  | 1924–1928 | Wahl                                                                    | Kabinett Held I                                                                          |
| Mitglieder der vierten Wahlperiode  | 1928–1932 | Wahl                                                                    | Kabinett Held II                                                                         |
| Mitglieder der fünften Wahlperiode  | 1932–1933 | Wahl                                                                    | Kabinett Held II, Kabinett von Epp                                                       |
| Mitglieder der sechsten Wahlperiode | 1933      | Sitzverteilung nach den Ergebnissen der Reichstagswahl vom 5. März 1933 | Kabinett Siebert, Kabinett Giesler                                                       |

## Landtag in der Bundesrepublik Deutschland
| Liste                                                | Datum     | Wahl | Landesregierung                                                                        |
| ---------------------------------------------------- | --------- | ---- | -------------------------------------------------------------------------------------- |
| Mitglieder der verfassungsgebenden Landesversammlung | 1946      | Wahl | Kabinett Hoegner I (eingesetzt von der Militärregierung. Davor noch Kabinett Schäffer) |
| Mitglieder der ersten Wahlperiode                    | 1946–1950 | Wahl | Kabinett Ehard I, Kabinett Ehard II                                                    |
| Mitglieder der zweiten Wahlperiode                   | 1950–1954 | Wahl | Kabinett Ehard III                                                                     |
| Mitglieder der dritten Wahlperiode                   | 1954–1958 | Wahl | Kabinett Hoegner II, Kabinett Seidel I                                                 |
| Mitglieder der vierten Wahlperiode                   | 1958–1962 | Wahl | Kabinett Seidel II, Kabinett Ehard IV                                                  |
| Mitglieder der fünften Wahlperiode                   | 1962–1966 | Wahl | Kabinett Goppel I                                                                      |
| Mitglieder der sechsten Wahlperiode                  | 1966–1970 | Wahl | Kabinett Goppel II                                                                     |
| Mitglieder der siebten Wahlperiode                   | 1970–1974 | Wahl | Kabinett Goppel III                                                                    |
| Mitglieder der achten Wahlperiode                    | 1974–1978 | Wahl | Kabinett Goppel IV                                                                     |
| Mitglieder der neunten Wahlperiode                   | 1978–1982 | Wahl | Kabinett Strauß I                                                                      |
| Mitglieder der zehnten Wahlperiode                   | 1982–1986 | Wahl | Kabinett Strauß II                                                                     |
| Mitglieder der elften Wahlperiode                    | 1986–1990 | Wahl | Kabinett Strauß III, Kabinett Streibl I                                                |
| Mitglieder der zwölften Wahlperiode                  | 1990–1994 | Wahl | Kabinett Streibl II, Kabinett Stoiber I                                                |
| Mitglieder der dreizehnten Wahlperiode               | 1994–1998 | Wahl | Kabinett Stoiber II                                                                    |
| Mitglieder der vierzehnten Wahlperiode               | 1998–2003 | Wahl | Kabinett Stoiber III                                                                   |
| Mitglieder der fünfzehnten Wahlperiode               | 2003–2008 | Wahl | Kabinett Stoiber IV, Kabinett Beckstein                                                |
| Mitglieder der sechzehnten Wahlperiode               | 2008–2013 | Wahl | Kabinett Seehofer I                                                                    |
| Mitglieder der siebzehnten Wahlperiode               | 2013–2018 | Wahl | Kabinett Seehofer II, Kabinett Söder I                                                 |
| Mitglieder der achtzehnten Wahlperiode               | 2018–2023 | Wahl | Kabinett Söder II                                                                      |
| Mitglieder der neunzehnten Wahlperiode               | seit 2023 | Wahl | Kabinett Söder III                                                                     |